# Ferenczy Béni-díj
A Ferenczy Béni-díj az Országos Érembiennále nagydíja. Győr - Moson - Sopron Megye Önkormányzata alapította. 2013- ban átruházta a díjadományozás jogát Sopron Megyei Jogú városra. 1977-ben adták át először, azóta kétévenként ítélik oda, jelentős éremművészeti teljesítményért.

## Szimbóluma
Ferenczy Béni: Pro Arte (12 cm átmérőjű öntött bronz) érem, amelynek másolati példánya a díjazott jutalma.

## Díjazottak
- 1977 Borsos Miklós
- 1979 Vígh Tamás
- 1981 Lugossy Mária
- 1983 Kiss Nagy András
- 1985 Tornay Endre András
- 1987 Kiss György
- 1989 Gáti Gábor
- 1991 Szöllőssy Enikő
- 1993 Meszes Tóth Gyula
- 1995 Soltra E. Tamás
- 1997 Budahelyi Tibor
- 1999 Holdas György
- 2001 Ligeti Erika
- 2003 Csikai Márta
- 2005 Soltra E. Tamás
- 2007 ifj. Szlávics László
- 2009 Szunyogh László
- 2011 Kalmár János
- 2013 Szabó György
- 2015 ifj. Szlávics László
- 2017 Bakos Ildikó
- 2019 Lieb Roland Ferenc